# Pterorhinus ruficollis
Pterorhinus ruficollis é uma espécie de ave da família Leiothrichidae.
Pode ser encontrada nos seguintes países: Bangladesh, Butão, China, Índia, Myanmar e Nepal.
Os seus habitats naturais são: florestas subtropicais ou tropicais húmidas de baixa altitude e regiões subtropicais ou tropicais húmidas de alta altitude.